# Makokou
Makokou este un oraș localizat în provincia Ogooué-Ivindo din Gabon. Este capitala departamentului Ivindo. În 1993 avea o populație de 9.849 locuitori.